# Асгрімур Йоунссон
Асгрімур Йоунссон (ісл. Ásgrímur Jónsson; нар. 4 березня 1876 — пом. 5 квітня 1958) — ісландський художник. Один із перших у країні професійних художників, який зробив мистецтво своїм основним заняттям. Асгрімур найбільш відомий своїми пейзажними роботами, написаними під впливом робіт французьких імпресіоністів, хоча напрям і стиль його творчості змінювалися протягом довгої кар'єри.

## Біографія
Асгрімур народився 4 березня 1876 року на фермі Судуркот у Рутсстадахверві у Флої в родині фермера Йоуна Гвуднасона (1847—1937) та його дружини, домогосподарки Гвудлейг Гісладоуттир (1847—1920).
У 1897 році Асгрімур вирушив до Копенгагена, де у 1900—1903 роках навчався в Королівській академії мистецтв. Після навчання багато подорожував і залишався за кордоном аж до кінця 1909 року. Навесні 1910 року він повернувся до Рейк'явіка та перевіз туди також своїх батьків із Судуркота, які стали допомагати йому по дому, тому що художник був цілком зайнятий творчістю і йому ніколи було вести домашнє господарство.
Після 1940 року Асгрімур часто жив улітку у Гусафедлі, і багато з його роботи пов'язані з цим місцем. Нинішня церква в Гусафедлі була побудована за ескізами Асгрімура.
Помер Асгрімур у 1958 році у своєму будинку в Рейк'явіку, його поховали на цвинтарі церкви в Гейльверьябайрі в громаді Флоуагреппур. Ніколи не був одружений і не мав дітей.

## Творчість
Ісландська природа від початку була головною темою Асгрімура, і своїми роботами він заклав основу ісландського пейзажного мистецтва. Його погляд на пейзаж сформувався під впливом романтизму XIX століття, і він до самої смерті залишився вірним йому, хоча його стиль та методи роботи змінилися за його майже 60-річну кар'єру художника. Асгрімур був не лише першим художником в Ісландії, який зробив малювання своєю професією, а й одним із перших ілюстраторів ісландських казок та інших творів. Його вважають національним художником (ісл. Listamaður þjóðarinnar) і одним із найплодючіших ілюстраторів казок в Ісландії.
Асгрімур завжди малював з натури та доклав особливих зусиль, щоб інтерпретувати природне світло. Він писав однаково добре аквареллю та олією та займає особливе місце в ісландському мистецтві як аквареліст. На самому початку творчості Асгрімур був вірний натуралізму, потім до 1930 року в його творах відчувався вплив французького імпресіонізму (стиль його живопису дуже схожий на Коро). Після 1940-х років його методи роботи стали спонтаннішими, ніж раніше, а творчість характеризувалися барвистим експресіонізмом.
Асгрімур був піонером в ілюстрації ісландських саг і народних легенд і є одним із найплодючіших фольклористів-ілюстраторів Ісландії. Він також був відомий своїми фресками у різних церквах Ісландії. Він малював як аквареллю, так і олійними фарбами та займає унікальне місце в історії ісландського мистецтва як художник-аквареліст. Спочатку він залишався вірним натуралізму та романтизму, але до кінця 1920-х років у його роботах починає виявлятися вплив художників-імпресіоністів. Після 1940 року його методи роботи стали більш органічними, в них з'явилися риси, властиві експресіонізму.
Після смерті Асгрімур заповідав ісландському народу свій будинок за адресою Бергстадастрайті 74 у Рейк'явіку та всі свої твори мистецтва: 192 олійні картини, 277 акварельних і кілька сотень незакінчених робіт, які належать до різних періодів життя автора. У 1960 році в його будинку відкрили музей творчості Асгрімура. У 1987 році, коли Ісландський художній музей переїхав у власне приміщення, музей Асгрімура об'єднали з Художнім музеєм у Національну галерею Ісландії відповідно до положень його заповіту.
Асгрімур був учителем художника Торвальдура Скуласона та вплинув на багатьох інших художників Ісландії, включно з Йоганнесом Свейнссоном К'ярвалом. Був почесним професором Ісландського університету, почесним членом Шведської королівської академії мистецтв, лицарем Данеброга першого класу, а у 1933 став Великим лицарем ордену Ісландського сокола.